# Mariusz Zasada (profesor)
Mariusz Zasada – polski specjalista teorii wychowania fizycznego i sportu, dr hab., profesor uczelni i dyrektor Instytutu Kultury Fizycznej Uniwersytetu Kazimierza Wielkiego.

## Życiorys
23 czerwca 1993 obronił pracę doktorską Dynamika rozwoju cech somatycznych i motorycznych chłopców na wczesnym etapie szkolenia gimnastycznego, następnie uzyskał stopień doktora habilitowanego. Został zatrudniony na stanowisku profesora nadzwyczajnego na Wydziale Finansów i Zarządzania Wyższej Szkole Bankowej w Toruniu, w Instytucie Kultury Fizycznej na Wydziale Kultury Fizycznej, Zdrowia i Turystyki Uniwersytetu Kazimierza Wielkiego, oraz w Akademii Wychowania Fizycznego i Sportu im. Jędrzeja Śniadeckiego w Gdańsku, a także w Katedrze i Zakładzie Podstaw Kultury Fizycznej na Wydziale Nauk o Zdrowiu Collegium Medicum im. Ludwika Rydygiera w Bydgoszczy Uniwersytetu Mikołaja Kopernika w Toruniu.
Jest profesorem uczelni i dyrektorem w Instytucie Kultury Fizycznej Uniwersytetu Kazimierza Wielkiego.